# Henriette Lambert
Henriette Lambert, née à Bordeaux le 17 septembre 1925 et morte le 13 janvier 2020 à Lanton, est une peintre française.

## Biographie
Peintre paysagiste entre figuration et abstraction, Henriette Lambert commence par copier des œuvres d'Eugène Delacroix et entre à l'École des beaux-arts de Bordeaux. Elle intègre ensuite les Beaux-Arts de Paris, où elle est admise dans les ateliers de Jean Dupas (1882-1964) et de Nicolas Untersteller (1900-1967), nommé directeur depuis un an.
En 1953, elle obtient une bourse pour la Casa de Velázquez à Madrid, où elle découvrira la lumière espagnole, les couleurs éclatantes, les ocres variés des zones désertiques des Hurdes en Estrémadure. Elle pratique la peinture à l'huile sur papier qu'elle exécute pendant ses promenades et voyages.
Rentrée à Paris, elle partage son temps entre son appartement parisien de la rue Linné dans le 15e arrondissement et le bourg de Cassy à Lanton, dans le bassin d'Arcachon, où elle vit une partie de l'année et travaille à des illustrations pour Cheyne éditeur. Elle produit une dizaine de toiles par an. Elle expose notamment à la galerie Le troisième œil à Bordeaux.
Henriette Lambert se lie d’amitié avec les peintres Christian Gardair et François Dilasser. Elle côtoie aussi des écrivains, ayant elle-même beaucoup écrit et illustre les recueils de François Courtois, Pascal Riou ou encore Jean-Michel Maulpoix.

## Œuvres dans les collections publiques
- Bordeaux, musée des Beaux-Arts :
  - Dépaysement, 1979, huile sur toile[4] ;
  - Paysage aux deux maisons, 1991, huile sur papier[5],[6] ;
  - Outre-mont, 1995, huile sur toile[7] ;
  - Toscane, 1995, huile sur toile[8] ;
  - Aquitaine, huile sur toile[9].
- Washington, Hirshhorn Museum and Sculpture Garden :
  - Mer agitée, 1970, gouache sur papier[10] ;
  - Échassiers et bateaux, 1967, gouache sur papier[11].

## Expositions
- De 1967 à 1972 : galerie Albert Loeb à Paris et à New York.
- De 1973 à 1983 : galerie Jacob à Paris.
- 1982 : galerie Jacob, avec François Dilasser.
- De 1984 à 1992 : galerie Galarté.
- 1993 : galerie du Troisième Œil à Bordeaux et à Paris.
- Du 7 février au 27 avril 2003 : Rétrospective d'Henriette Lambert, musée des Beaux-Arts de Bordeaux, plus de cent œuvres[3],[12].
- Du 20 juillet au 23 août 2009 : Coloratur, atelier de Cheyne éditeur, Le Chambon-sur-Lignon.
- Du 12 décembre 2009 au 6 février 2010 : exposition à Anglet[13].

## Distinction
- Prix de l'Académie du Bassin d'Arcachon (2010)[14]